# Syla Arduino
Syla Arduino (? - ?, Buenos Aires) fue un futbolista argentino, que se desempeñó mayormente como guardameta. Fue protagonista de la era dorada del Racing Club en la etapa amateur del fútbol argentino, en la que el equipo obtuvo siete títulos consecutivos y se ganó el apodo de «la Academia». Posee un invicto de 891 minutos sin recibir goles, siendo histórico en el fútbol argentino.

## Carrera
Arduino fue portero titular del Racing Club en varias ocasiones durante su militancia en el equipo de Avellaneda, sucediendo a Carlos Muttoni. De hecho, jugó el torneo de 1914 como lateral titular, y en ese año contribuyó a la victoria de la Copa Ibarguren. En 1915 mantuvo su puesto en la plantilla, y presencia, además, en el desempate con San Isidro el 6 de enero de 1916. También en 1915 participó del triunfo en la Copa de Honor de la Municipalidad de Buenos Aires. En 1916, terminó victorioso en la final de la Copa Ibarguren de ese año, y siguió siendo, durante toda la temporada, el primo celta en su propio campo incluso en la liga. En 1917 fue reemplazado por Marcos Croce.

## Palmarés
| Título                                            | Club        | País      | Año  |
| ------------------------------------------------- | ----------- | --------- | ---- |
| Copa Campeonato                                   | Racing Club | Argentina | 1914 |
| Copa Campeonato                                   | Racing Club | Argentina | 1915 |
| Copa Campeonato                                   | Racing Club | Argentina | 1916 |
| Copa Ibarguren                                    | Racing Club | Argentina | 1914 |
| Copa Ibarguren                                    | Racing Club | Argentina | 1916 |
| Copa de Honor de la Municipalidad de Buenos Aires | Racing Club | Argentina | 1915 |